# Aeropuerto Internacional de Shenzhen-Bao'an
El Aeropuerto internacional Bao'an (en chino:深圳宝安国际机场, pinyin:Shēnzhèn bǎo'ān guójì jīchǎng, en inglés:Bao'an International Airport, antes: Aeropuerto Shenzhen Huangtian, IATA: SZX, OACI: ZGSZ), es el aeropuerto principal de la ciudad subprovincia de Shenzhen ubicado a 32 kilómetros del noroeste en el distrito de Bao'an en la Provincia de Cantón, República Popular China. Es la sede principal y eje de transporte y carga para las aerolíneas locales de Shenzhen Airlines, Jade Cargo Internationaly Donghai Airlines y punto principal de interés para otras aerolíneas importantes nacionales como son:China Southern Airlines y Hainan Airlines.El aeropuerto también sirve como un centro de carga de Asia y el Pacífico de UPS Airlines. El aeropuerto está experimentando gran expansión con una nueva terminal (en construcción). Una segunda pista fue recientemente completada. Es una de las tres mayores plataformas aeroportuarias que sirven el sur de China, junto al Aeropuerto Internacional de Hong Kong y el Aeropuerto Internacional Baiyun.

## Historia
El aeropuerto fue inaugurado el 12 de octubre de 1991. Ocupa una superficie de 10.8 km ². Su pista es de 3400 m de longitud y 45 m de ancho, y cuenta con 53 plazas de aparcamiento. El aeropuerto también cuenta con rutas de ferry al aeropuerto de Hong Kong , donde los pasajeros pueden transitar sin pasar por inmigración y controles personalizados. Su actual terminal tiene una superficie de 152.000 m².
El aeropuerto movió a 26.713.610 pasajeros en 2010, según la Administración de Aviación Civil de China, lo que lo convierte en el quinto más ocupado en China. El aeropuerto también fue el cuarto más ocupado de China y el 24 del mundo en términos de tráfico de carga, registrando 809.363 toneladas de carga.

## Terminales
Hay tres principales terminales:
- Terminal A - Vuelos nacionales.
- Terminal B - Vuelos nacionales
- Terminal D - Vuelos internacionales e interregionales.

### Destinos nacionales
| Aerolíneas                            | Destinos | Terminal |
| ------------------------------------- | --- | -------- |
| Air China                             | Chengdu, Chongqing, Dazhou, Guiyang, Hangzhou, Pekín-Capital, Shanghái-Pudong, Tianjin, Wuhan | B        |
| Air China operated by Dalian Airlines | Dalian | B        |
| Chengdu Airlines                      | Chengdu, Liuzhou | A        |
| China Eastern Airlines                | Haikou, Hangzhou, Kunming, Lanzhou, Nanchang, Nankín, Ningbo, Sanya, Shanghái-Hongqiao, Shanghái-Pudong, Taiyuan, Wuhan, Wuxi, Xi'an | B        |
| China Southern Airlines               | Changde, Changchun, Changsha, Chengdu, Chongqing, Dalian, Dandong, Fuzhou, Ganzhou, Guilin, Guiyang, Haikou, Hangzhou, Harbin, Hefei, Hohhot, Huangshan, Jinan, Kunming, Lianyungang, Lijiang, Luoyang, Luzhou, Nanchang, Nanchong, Nankín, Nanning, Nanyang, Ningbo, Ordos, Qingdao, Quanzhou, Pekín-Capital, Sanya, Shanghái-Hongqiao, Shanghái-Pudong, Shenyang, Tianjin, Urumchi, Wenzhou, Wuhan, Wuxi, Xiamen, Xi'an, Xining, Yinchuan, Yiwu, Zhangjiajie, Zhengzhou                                                                                  | A        |
| Chongqing Airlines                    | Chongqing | A        |
| Hainan Airlines                       | Changchun, Chengdu, Chongqing, Dalian, Guiyang, Haikou, Hangzhou, Harbin, Hefei, Hohhot, Jinan, Lanzhou, Nankín, Ningbo, Pekín-Capital, Qingdao, Sanya, Shenyang, Taiyuan, Tianjin, Urumchi, Wuhan, Xiamen, Xi'an, Xining, Xuzhou, Zhengzhou | A        |
| Juneyao Airlines                      | Shanghái-Hongqiao | A        |
| Kunming Airlines                      | Kunming | B        |
| Shandong Airlines                     | Jinan, Qingdao, Yantai, Wenzhou | B        |
| Shanghai Airlines                     | Jinggangshan, Shanghái-Hongqiao, Shanghái-Pudong | B        |
| Shenzhen Airlines                     | Baotou, Beihai, Changchun, Changsha, Changzhou, Chengdu, Chongqing, Dalian, Fuzhou, Guilin, Guiyang, Haikou, Hangzhou, Harbin, Hefei, Hohhot, Jinan, Jingdezhen, Kunming, Lanzhou, Lijiang, Mianyang, Nanchang, Nankín, Nanning, Nantong, Ordos, Pekín-Capital, Qingdao, Qinhuangdao, Quanzhou, Quzhou, Sanya, Shanghái-Hongqiao, Shanghái-Pudong, Shenyang, Shijiazhuang, Taiyuan, Taizhou/Huangyan, Tianjin, Urumchi, Wenzhou, Wuhan, Wuxi, Xiamen, Xi'an, Xiangyang, Xining, Yangzhou/Taizhou, Yibin, Yichang, Yinchuan, Yuncheng, Zhanjiang, Zhengzhou | B        |
| Sichuan Airlines                      | Chengdu, Chongqing | A        |
| Spring Airlines                       | Shanghái-Hongqiao | A        |
| Xiamen Airlines                       | Fuzhou, Hangzhou, Nanning, Quanzhou, Tianjin, Xiamen | A        |

### Destinos internacionales
| Ciudades por países    | Nombre del aeropuerto                                           | Aerolíneas                                                                 |              |              |              |
| Norteamérica           | Norteamérica                                                    | Norteamérica                                                               | Norteamérica | Norteamérica | Norteamérica |
| ---------------------- | --------------------------------------------------------------- | -------------------------------------------------------------------------- | ------------ | ------------ | ------------ |
| Canadá                 |                                                                 |                                                                            |              |              |              |
| Vancouver              | Aeropuerto Internacional de Vancouver                           | Hainan Airlines                                                            |              |              |              |
| Estados Unidos         |                                                                 |                                                                            |              |              |              |
| Los Ángeles            | Aeropuerto Internacional de Los Ángeles                         | Air China                                                                  |              |              |              |
| Seattle                | Aeropuerto Internacional de Seattle-Tacoma                      | Xiamen Air                                                                 |              |              |              |
| México                 |                                                                 |                                                                            |              |              |              |
| Ciudad de México       | Aeropuerto Internacional de la Ciudad de México                 | China Southern Airlines                                                    |              |              |              |
| Tijuana                | Aeropuerto Internacional de Tijuana                             | China Southern Airlines                                                    |              |              |              |
| Europa                 |                                                                 |                                                                            |              |              |              |
| Alemania               |                                                                 |                                                                            |              |              |              |
| Frankfurt              | Aeropuerto Internacional de Fráncfort del Meno                  | Air China                                                                  |              |              |              |
| Austria                |                                                                 |                                                                            |              |              |              |
| Viena                  | Aeropuerto Internacional de Viena                               | Hainan Airlines                                                            |              |              |              |
| Bélgica                |                                                                 |                                                                            |              |              |              |
| Bruselas               | Aeropuerto Internacional de Bruselas                            | Hainan Airlines                                                            |              |              |              |
| España                 |                                                                 |                                                                            |              |              |              |
| Barcelona              | Aeropuerto Josep Tarradellas Barcelona-El Prat                  | Shenzhen Airlines                                                          |              |              |              |
| Madrid                 | Aeropuerto de Madrid-Barajas                                    | Hainan Airlines                                                            |              |              |              |
| Francia                |                                                                 |                                                                            |              |              |              |
| Paris                  | Aeropuerto de París-Charles de Gaulle                           | Hainan Airlines                                                            |              |              |              |
| Italia                 |                                                                 |                                                                            |              |              |              |
| Roma                   | Aeropuerto de Roma Fiumicino                                    | Hainan Airlines                                                            |              |              |              |
| Irlanda                |                                                                 |                                                                            |              |              |              |
| Dublín                 | Aeropuerto de Dublín                                            | Hainan Airlines                                                            |              |              |              |
| Reino Unido            |                                                                 |                                                                            |              |              |              |
| Londres                | Aeropuerto de Londres-Heathrow                                  | Shenzhen Airlines                                                          |              |              |              |
| Rusia                  |                                                                 |                                                                            |              |              |              |
| Moscú                  | Aeropuerto Internacional Sheremetyevo                           | China Southern Airlines                                                    |              |              |              |
| San Petersburgo        | Aeropuerto Internacional de Púlkovo                             | I-Fly                                                                      |              |              |              |
| Turquía                |                                                                 |                                                                            |              |              |              |
| Estambul               | Aeropuerto de Estambul                                          | China Southern Airlines                                                    |              |              |              |
| África                 |                                                                 |                                                                            |              |              |              |
| Sudáfrica              |                                                                 |                                                                            |              |              |              |
| Johannesburgo          | Aeropuerto Internacional de Johannesburgo-Oliver Reginald Tambo | Air China                                                                  |              |              |              |
| Asia                   |                                                                 |                                                                            |              |              |              |
| Camboya                |                                                                 |                                                                            |              |              |              |
| Phnom Penh             | Aeropuerto Internacional de Phnom Penh                          | China Southern Airlines / Shenzhen Airlines / Spring Airlines              |              |              |              |
| Corea del Norte        |                                                                 |                                                                            |              |              |              |
| Pionyang               | Aeropuerto Internacional de Sunan                               | Air Koryo                                                                  |              |              |              |
| Corea del Sur          |                                                                 |                                                                            |              |              |              |
| Seúl                   | Aeropuerto Internacional de Incheon                             | Asiana Airlines / China Southern Airlines / Korean Air / Shenzhen Airlines |              |              |              |
| Emiratos Árabes Unidos |                                                                 |                                                                            |              |              |              |
| Dubái                  | Aeropuerto Internacional de Dubái                               | China Southern Airlines                                                    |              |              |              |
| Filipinas              |                                                                 |                                                                            |              |              |              |
| Cebú                   | Aeropuerto Internacional de Mactán-Cebú                         | Philippines AirAsia                                                        |              |              |              |
| Manila                 | Aeropuerto Internacional de Manila                              | Air China / Philippines AirAsia                                            |              |              |              |
| Indonesia              |                                                                 |                                                                            |              |              |              |
| Denpasar               | Aeropuerto Internacional Ngurah Rai                             | China Southern Airlines / Lion Air                                         |              |              |              |
| Manado                 | Aeropuerto Internacional Sam Ratulangi                          | Lion Air                                                                   |              |              |              |
| Yakarta                | Aeropuerto Internacional de Yakarta                             | China Southern Airlines                                                    |              |              |              |
| Japón                  |                                                                 |                                                                            |              |              |              |
| Osaka                  | Aeropuerto Internacional de Kansai                              | China Southern Airlines / Shenzhen Airlines                                |              |              |              |
| Tokio                  | Aeropuerto Internacional de Narita                              | Air China                                                                  |              |              |              |
| Laos                   |                                                                 |                                                                            |              |              |              |
| Vientián               | Aeropuerto Internacional Wattay                                 | Hainan Airlines                                                            |              |              |              |
| Malasia                |                                                                 |                                                                            |              |              |              |
| Kota Kinabalu          | Aeropuerto Internacional de Kota Kinabalu                       | AirAsia X / China Southern Airlines                                        |              |              |              |
| Kuala Lumpur           | Aeropuerto Internacional de Kuala Lumpur                        | AirAsia X / Shenzhen Airlines                                              |              |              |              |
| Kuching                | Aeropuerto Internacional de Kuching                             | AirAsia X                                                                  |              |              |              |
| Singapur               |                                                                 |                                                                            |              |              |              |
| Singapur               | Aeropuerto Internacional de Singapur                            | Shenzhen Airlines / SilkAir / Tiger Airways                                |              |              |              |
| Tailandia              |                                                                 |                                                                            |              |              |              |
| Bangkok                | Aeropuerto Internacional Don Mueang                             | Thai AirAsia / Thai Lion Air                                               |              |              |              |
| Bangkok                | Aeropuerto Internacional Suvarnabhumi                           | China Southern Airlines / Shenzhen Airlines                                |              |              |              |
| Chiang Mai             | Aeropuerto Internacional de Chiang Mai                          | Hainan Airlines                                                            |              |              |              |
| Chiang Rai             | Aeropuerto Internacional de Chiang Rai                          | Hainan Airlines                                                            |              |              |              |
| Phuket                 | Aeropuerto Internacional de Phuket                              | China Southern Airlines / Hainan Airlines / Shenzhen Airlines              |              |              |              |
| Taiwán                 |                                                                 |                                                                            |              |              |              |
| Kaohsiung              | Aeropuerto Internacional de Kaohsiung                           | China Airlines                                                             |              |              |              |
| Taipéi                 | Aeropuerto Internacional de Taiwán Taoyuan                      | China Airlines / China Southern Airlines                                   |              |              |              |
| Vietnam                |                                                                 |                                                                            |              |              |              |
| Ciudad de Ho Chi Minh  | Aeropuerto Internacional de Tan Son Nhat                        | China Southern Airlines                                                    |              |              |              |
| Hanoi                  | Aeropuerto Internacional de Nội Bài                             | China Southern Airlines                                                    |              |              |              |
| Nha Trang              | Aeropuerto Internacional de Cam Ranh                            | Hainan Airlines                                                            |              |              |              |
| Oceanía                |                                                                 |                                                                            |              |              |              |
| Australia              |                                                                 |                                                                            |              |              |              |
| Brisbane               | Aeropuerto Internacional de Brisbane                            | Hainan Airlines                                                            |              |              |              |
| Cairns                 | Aeropuerto Internacional de Cairns                              | Hainan Airlines                                                            |              |              |              |
| Darwin                 | Aeropuerto Internacional de Darwin                              | Donghai Airlines                                                           |              |              |              |
| Melbourne              | Aeropuerto Internacional Tullamarine                            | China Southern Airlines                                                    |              |              |              |
| Sídney                 | Aeropuerto Internacional Kingsford Smith                        | China Southern Airlines                                                    |              |              |              |
| Nueva Zelanda          |                                                                 |                                                                            |              |              |              |
| Auckland               | Aeropuerto Internacional de Auckland                            | Hainan Airlines                                                            |              |              |              |

### Carga
| Aerolíneas                | Destinos |
| ------------------------- | --- |
| FedEx Express             | Anchorage |
| SF Airlines               | Chengdu, Hangzhou                                                                                                   |
| Shenzhen Donghai Airlines | Chengdu, Hong Kong, Manila, Shanghái-Pudong                                                                         |
| TNT Airways               | Lieja |
| Transmile Air Services    | Kuala Lumpur |
| UPS Airlines              | Bangkok-Suvarnabhumi, Bombay, Manila-Clark, Colonia/Bonn, Dubái, Kuala Lumpur, Osaka-Kansai, Seúl-Incheon, Singapur |
| Yangtze River Express     | Manila-Clark, Daca, Hangzhou, Hong Kong, Shanghái-Pudong                                                            |

## Estadísticas
Ver fuente y consulta Wikidata.

## Proyecto de ampliación

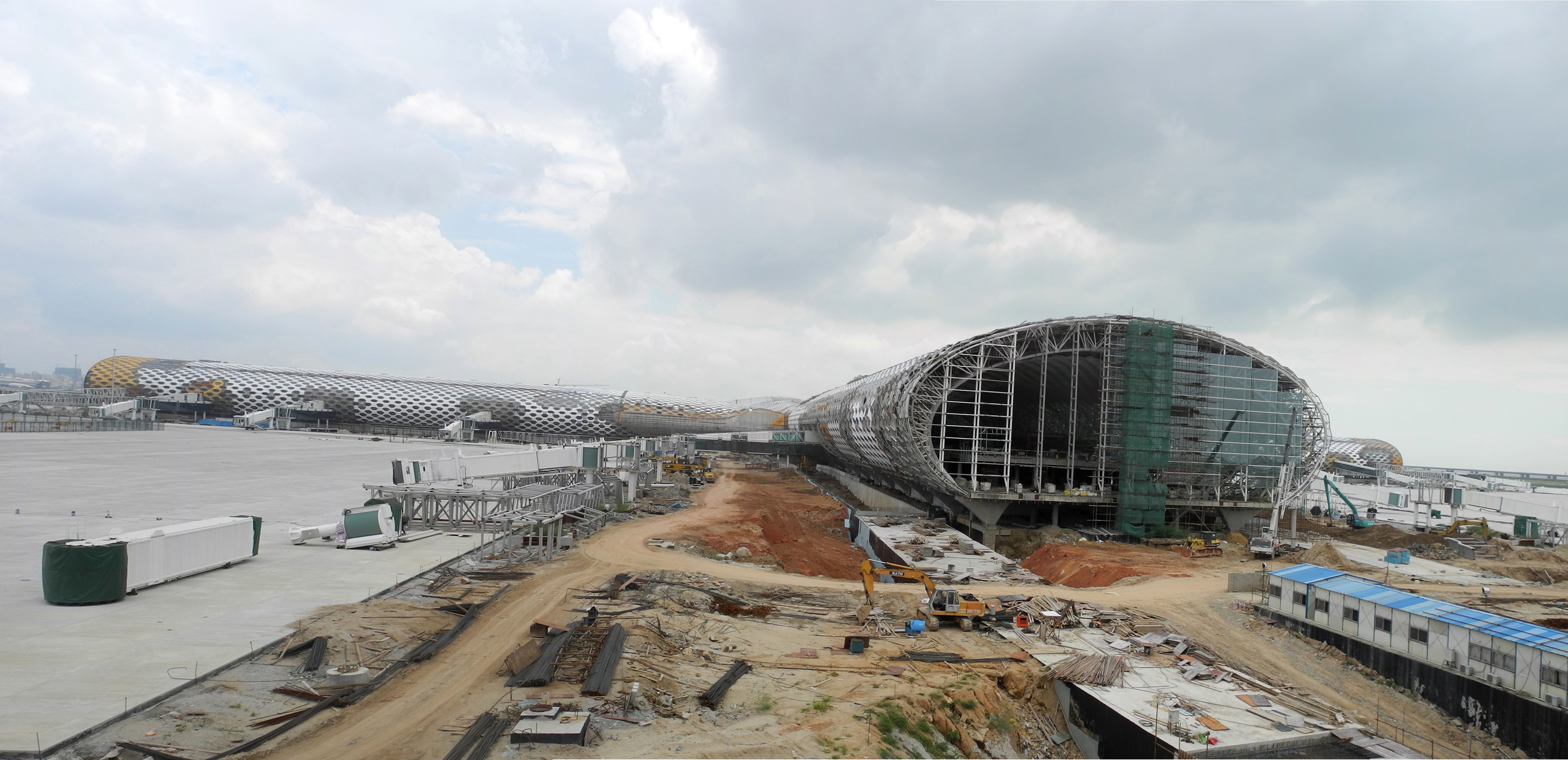
La Nueva Terminal 3 en septiembre de 2012

Desde principios de 2008 se empezó a construir la Terminal 3, que contara con una longitud de 1.6 km. Esta terminal estará entre la primera pista y otra pista que se terminó hace poco de construir y es paralela al oeste de la primera pista. Esta segunda pista se encuentra en la recuperación de tierras que se extienden hacia el Delta del Río Perla, con una longitud de 3600 metros y 60 metros de ancho. La segunda pista se terminó en junio de 2011 y comenzó a operar en julio de 2011, pero la capacidad se limitó hasta que la nueva terminal se abriera. La nueva terminal 3 sigue en construcción y se espera que abra a mediados de 2013, fue diseñada por el arquitecto Massimiliano Fuksas.